# NGC 1273

NGC 1273

NGC 1273 هي مجرة تتبع كوكبة حامل رأس الغول. اكتشفها هاينريش لويس دريست في 14 فبراير 1863.

## روابط خارجية
- NGC 1273 على موقع ويكي سكاي: DSS2, SDSS, GALEX, IRAS, Hydrogen α, X-Ray, Astrophoto, Sky Map, Articles and images